# Chlebiczyn
Chlebiczyn (ukr. Хлібичин), Chlebiczyn Polny, Chlebyczyn Polny – wieś na Ukrainie w rejonie śniatyńskim obwodu iwanofrankiwskiego.